# لوونی
لوونی (به چکی: Louny) یک منطقهٔ مسکونی در جمهوری چک است که در ناحیه لوونی واقع شده‌است. لوونی ۱۹٬۱۵۷ نفر جمعیت دارد.

## خواهرخوانده
شهرهای چوپا، ونوکس لاس سبلنس، لوچنتس، بارن‌درخت و سوزدال خواهرخوانده‌های لوونی هستند.